# Чимпоеш, Георге
Георгий Павлович Чимпоеш (17 февраля 1950 — 25 марта 2024) — молдавский учёный в области садоводства, действительный член Академии наук Молдовы (2012).
Родился 17 февраля 1950 года в селе Меняйловка Саратского района Одесской области. Там же учился в начальной школе, среднее образование получил в с. Волонтир Штефан-Водского района.
В 1972 году с отличием окончил факультет садоводства Кишинёвского сельскохозяйственного института им. М. В. Фрунзе. Работал там же на кафедре земледелия, в 1974—1977 гг. учился в аспирантуре. В 1978 году защитил кандидатскую диссертацию «Световой режим и продуктивность яблони в зависимости от конструкции насаждения и доз предплантажного удобрения», после чего был назначен на должность старшего научного сотрудника.
Лауреат Премии Ленинского комсомола 1982 года (в составе авторского коллектива) — за исследование, разработку и внедрение научно обоснованных предложений по повышению эффективности производства и плодов.
В 1982—1983 годах прошел стажировку в Экспериментальном институте садоводства в Риме.
Учился в докторантуре в Кубанском государственном аграрном университете (Краснодар), в 1992 году защитил докторскую диссертацию:
- Повышение продуктивности интенсивных насаждений яблони рациональным размещением, формированием и обрезкой деревьев : диссертация … доктора сельскохозяйственных наук : 06.01.07. — Кишинев, 1992. — 453 с. : ил.

В 1994 году избран ректором Государственного аграрного университета Молдовы, работал в этой должности до 2017 года.
Разработал научную концепцию, согласно которой решающая роль в повышении продуктивности плодовых пород принадлежит структуре плантации в части оптимизации использования почвенно-экологических факторов для реализации генетического потенциала возделываемых сортов. На основе обширных исследований физиологических, биохимических, биометрических, агрохимических и хозяйственных процессов разработал агрохимические и технологические основы интенсивного выращивания яблок.
Автор (соавтор) более 200 научных и методических работ, в том числе 9 патентов на изобретения, 7 монографий и учебных пособий. Редактор первого пособия «Специальное плодоводство в Республике Молдова» (2002).
Член-корреспондент (2007), действительный член Академии наук Молдовы (2012).
Почётный профессор ТСХА (2011). Почётный член Академии сельскохозяйственных и лесных наук им. Георге Ионеску-Сишешть Румынии.
Лауреат Национальной премии в области науки и техники (2004), Заслуженный деятель (1994), кавалер ордена Республики (2016) и ордена «Трудовая слава» (2000).
Сочинения:
- Размножение тропических и субтропических плодовых культур : Лекция для иностр. учащихся по спец. 3102 «Агрономия» / Г. П. Чимпоеш; Кишин. с.-х. ин-т им. М. В. Фрунзе. — Кишинев : КСХИ, 1988. — 49,[1] с. : ил.; 20 см.